# Beleuchtung (Rätsel)
Beleuchtung (japanisch 美術館 bijutsukan, deutsch ‚Galerie‘, englisch Light Up) ist ein Rätsel, das von der japanischen Zeitschrift Nikoli erstmals im Jahr 2001 veröffentlicht wurde. Nikoli veröffentlichte als erste Zeitschrift ähnliche Spiele wie Sudoku oder Kakuro und verhalf ihnen so zum weltweiten Durchbruch.
Das Spiel hat eine strukturelle Ähnlichkeit mit dem Windows-Computerspiel Minesweeper.

## Regeln

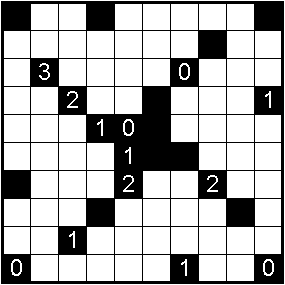
Ein Beispielrätsel (Lösung)

Beleuchtung wird auf einem Quadratgitter gespielt. In der Aufgabenstellung sind einige Felder schwarz, die anderen sind weiß. Manche schwarze Felder sind mit Zahlen von 0 bis 4 markiert. Auf den weißen Feldern müssen Lampen platziert werden, so dass folgende Regeln eingehalten werden:
- Die Zahlen auf den schwarzen Feldern geben an, wie viele Lampen auf den weißen Feldern sind, die über eine Kante an dieses schwarze Feld grenzen (maximal 4).
- Jedes weiße Feld muss von mindestens einer Lampe beleuchtet werden. Eine Lampe leuchtet waagrecht und senkrecht bis zu einem schwarzen Feld oder zum Rand des Spielfeldes.
- Lampen dürfen sich nicht gegenseitig beleuchten.